# Cmentarz żydowski w Trzebiatowie
Cmentarz żydowski w Trzebiatowie – kirkut mieścił się niedaleko koszar przy skrzyżowaniu obecnych ulic II Pułku Ułanów i Sportowej. Powierzchnia - 0,13 ha. Obecnie na jego miejscu znajduje się porośnięty trawą teren. Nie zachowały się na nim żadne macewy. Po 1970 kirkut został zlikwidowany. Nie ma śladu po murze ani bramie cmentarnej.